# Mike Perry
Michael Joseph Perry  (født 15. september 1991 Flint i Michigan i USA) er en amerikansk professionel MMA-udøver og tidligere professionel bokser, der i øjeblikket konkurrerer i welterweightklassen i Ultimate Fighting Championship.

## Baggrund
Perry blev født i Flint i Michigan den 15. september 1991. I det meste af sit liv flyttede han rundt til forskellige skoler mellem Michigan og Florida. Denne ustabilitet førte ham til en vej af narkotika, husarrest, prøvetidskrænkelse, fængsel og til sidst til MMA.  Perry begyndte at træne som 11 årig.

## MMA-karriere

### Tidlig karriere
Perry fik sin professionelle debut i september 2014, efter at have afsluttet 11 amatørkampe med en rekordliste på 8-3. Han konkurrerede i flere regionale organisationer i hele USA. På lige under to år kæmpede han ni gange og afsluttede alle sine modstandere via KO/TKO. 

### Ultimate Fighting Championship
Perry fik sin UFC-debut med kort varsel mod Lim Hyun-gyu den 20. august 2016, på UFC 202, efter at Sultan Aliev trak sig ud på grund af en skade.  Ved den officielle indvejning fakede Perry et håndtryk med Lim og løftede herefter sine hænder op som en old school bokser og råbte til Lim, "Du troede du havde en ven", før han skreg lidenskabeligt af sin modstander.  Han besejrede Lim via TKO i første runde efter Perry slog ham to gange ned med sin højre hånd og igen med et venstre hook og fulgte derefter op med ground and pound før dommeren hoppede ind for at stoppe kampen. 
Perry mødte Jake Ellenberger den 22. april 2017, på UFC Fight Night 108.  Han besejrede Ellenberger via KO i anden runde efter Perry slog ham ham ned med et venstre hook tidligt i 2. omgang og færdiggjorde ham med en stående albue fra en clinch 30 sekunder senere.  Perry blev tildelt en $ 50.000 Performance of the Night-bonus for sin indsats. 
Perry skulle have mødt Thiago Alves den 16. september 2017, på UFC Fight Night 116. Alves blev trukket fra arrangementet og blev erstattet af nykommeren Alex Reyes.  Perry vandt kampen via knockout.  Sejren tildelte ligeledes Perry hans anden Performance of the Night-bonuspris. 
Perry mødte Santiago Ponzinibbio den 16. december 2017 på UFC på Fox: Lawler vs dos Anjos.  Han tabte kampen via enstemmig afgørelse. 
Perry mødte Max Griffin den 24. februar 2018 på UFC på Fox: Emmett vs Stephens.  Han tabte kampen via enstemmig afgørelse. 
Perry skulle have mødt Yancy Medeiros den 7. juli 2018 på UFC 226.  Imidlertid trak Medeiros sig ud af kampen den 27. juni på grund af en ribbenskade. Den følgende dag blev det meddelt, at Paul Felder ville træde ind for at møde Perry i en Welterweight-kamp ved samme begivenhed.  Perry vandt kampen via delt afgørelse. 
Perry mødte Donald Cerrone den 10. november 2018 på UFC Fight Night 139.  Perry tabte kampen via submission på grund af en armbar i 1. omgang, hvilket var første gang han blev stoppet i en professionel kampsportkamp. 
Efter kampen mod Cerrone underskrev Perry en ny kontrakt med UFC og mødte Alex Oliveira den 27. april 2019 på UFC Fight Night: Jacaré vs. Hermansson .   Han vandt en tæt kamp via enstemmig afgørelse.

## Mesterskaber og præstationer
- Ultimate Fighting Championship
  - Night performance (2 gange) vs. Jake Ellenberger, Alex Reyes [9] [12]

## Kontrovers
Under sin UFC-debut på UFC 202 blev Perry og hans cornerman, tidligere UFC-middleweight-kæmper Alex Nicholson, anklaget for racisme, efter at Nicholson råbte under pre-fight introduktionerne og sagde: "Han kan ikke engang åbne sine morf-king øjne", hvor han refererede til sin koreanske modstander Hyun Gyu Lim. Nicholson adresserede senere kommentaren på Twitter og sagde: "Jeg respekterer enhver, der træder i buret, og mine kommentarer var ufølsomme over for Lim. Jeg var hype for min bror, men det er alt sammen kærlighed, ikke had." Nicholson henviste også til Lim som "Dung Him Kong Jung Foo", i et Facebook-indlæg. Mandagen efter kampen gav Perry en forklaring, mens han på The MMA Hour sagde: "Jeg tror ikke, at nogen af mine konkurrencer kan se mig, og da jeg ramte Lim, åbnede jeg mange menneskers øjne," fortalte Perry Ariel Helwani. Helwani præciserede derefter, at kommentaren blev lavet før kampen, hvortil Perry svarede "Nå, vi kan se fremtiden."     Perry er også blevet kritiseret for at lave homofobiske og racistiske kommentarer samt at iføre sig Blackface .     